# Магриб

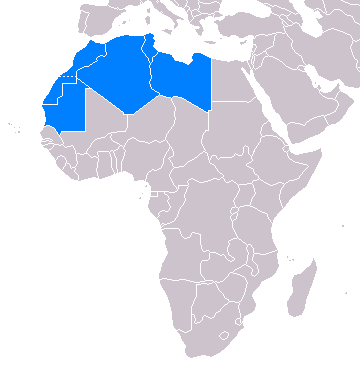
Государства Магриба

Эмблема Союза арабского Магриба — символ союзничества стран Магриба. На эмблеме изображены очертания стран участниц Союза арабского Магриба — Алжира, Ливии, Мавритании, Марокко и Туниса

Ма́гриб (араб. الْمَغْرِب‎ [maɣrib] — «закат, запад»; бербер. ⵜⴰⵎⴰⵣⵖⴰ Tamazɣa; исп. Magreb; фр. Maghreb) — название, данное средневековыми арабскими моряками, географами и историками странам Северной Африки, расположенным к западу от Египта.

## История
Название сохранилось в арабском языке и поныне. До сих пор на арабском языке так называется Марокко. Традиционно Магрибом называются земли между Сахарским Атласом на юге и атлантическим или средиземноморским берегом на севере, то есть северные части Марокко, Алжира и Туниса.
В настоящее время понятие Магриб получило в политике более широкое значение (так называемый Большой Магриб) и в него включаются (с запада на восток): Западная Сахара (спорная территория), Мавритания, Марокко, Алжир, Тунис, Ливия. Также включаются автономные города Испании — Сеута и Мелилья. В Средние века в понятие «Магриб» включались также мусульманская Испания (Андалусия) и другие владения бывшего Арабского халифата в западной части Средиземного моря (Балеарские острова, Сардиния, Сицилия).
Общее название «эль-Ма́гриб» эти государства получили в период завоевательных походов арабов. В переводе с арабского эль-Ма́гриб (от «гарб» — Запад) — «страна, где заходит солнце» или «место запада», понятие, противопоставленное эль-Машрику, то есть «Востоку».
В 1956 году после получения независимости Марокко и Тунисом король Марокко Мухаммед V и премьер-министр Туниса Хабиб Бургиба выдвинули идею создания регионального объединения «Великий Арабский Магриб».
В Танжере (1958) и Рабате (1963) были проведены конференции ряда стран Магриба, посвящённые проблеме объединения.
Постоянный консультативный комитет стран Магриба, в который вошли министры экономики Марокко, Алжира, Туниса, Ливии, был создан в 1964 году. В 1964—1968 годах были созданы отраслевые комиссии при комитете и подписан ряд соглашений о сотрудничестве стран Магриба в различных областях экономики. Ливия в 1970 году вышла из всех региональных организаций Магриба. С этого же года в комитете в качестве наблюдателя участвует Мавритания.
На протяжении многих веков народы стран Магриба вели борьбу с завоевателями, отстаивали свои политические и экономические интересы. Берберы, римское завоевание и романизация, вандалы, Византия, арабы, турки, французское колониальное владычество — всё это страницы длительной и сложной истории этого края. Обретение независимости странами Магриба открыло новый этап в развитии этих государств.
В феврале 1989 года руководители Алжира, Марокко, Туниса, Ливии и Мавритании подписали договор о создании Союза Арабского Магриба (САМ) — новой региональной политико-административной организации.